# Brązowy podkarzeł

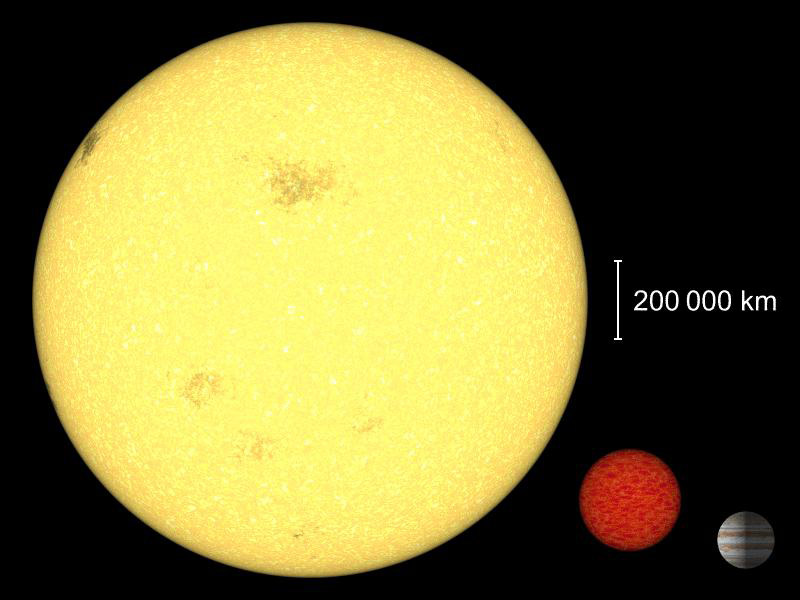
Porównanie rozmiarów Słońca, młodego brązowego podkarła i Jowisza

Brązowy podkarzeł (ang. sub-brown dwarf) – obiekt astronomiczny o masie mniejszej niż minimalna masa brązowego karła (około 13 mas Jowisza), który utworzył się w wyniku zagęszczenia obłoku pyłowo-gazowego, czyli jak gwiazda, a nie jak planeta. W odróżnieniu od brązowych karłów, podkarły nie mają wystarczającej masy, aby doszło w nich do fuzji deuteru. Jako że astronomowie najczęściej obserwują obiekty już ukształtowane, różnica pomiędzy brązowym podkarłem a planetą nie jest według tej definicji oczywista.
Według innej definicji, brązowy podkarzeł to ciało niebieskie o masie planety, ale nie obiegające żadnej gwiazdy. Taki obiekt nazywa się także planetą samotną lub swobodną (ang. free-floating planet), albo „dziką planetą” (ang. rogue planet).

## Nazewnictwo
Kolejne odkrycia interesujących obiektów astronomicznych zmuszają naukowców do uściślenia stosowanej terminologii. Definicja planety z 2006 roku dotyczy jedynie Układu Słonecznego, więc nie rozwiązuje problemu rozgraniczenia planet-olbrzymów i brązowych karłów. Uczeni dzielą się zasadniczo na dwa obozy: tych, którzy opierają definicję na sposobie powstania ciała niebieskiego i tych, którzy uznają za kryterium podziału jego właściwości fizyczne.
Inną kwestią jest nazewnictwo satelitów. Jeżeli ciało, które nie okrąża żadnej gwiazdy, nazwiemy brązowym podkarłem, to obiekty, które je okrążają, będą planetami. Jeśli jednak nazwiemy je planetą, to obiekty na jego orbicie nazwać trzeba będzie księżycami, choć oczywiście fizycznie w układzie nic się nie zmieni.

## Odkrycia
Obserwacje przeprowadzone w podczerwieni przez Kosmiczny Teleskop Spitzera ujawniły istnienie wielu słabo świecących obiektów, związanych z gromadami gwiazd, szczególnie w obszarach ich formowania. Wiele z nich zostało później zaliczonych do brązowych karłów, tylko nieliczne okazały się mieć dostatecznie niskie masy, by być podkarłami. „Encyklopedia pozasłonecznych układów planetarnych” stwierdza istnienie 13 potencjalnych obiektów tego typu.